# 바이어 04 레버쿠젠
바이어 04 레버쿠젠 푸스발 GmbH (Bayer 04 Leverkusen Fußball GmbH) 은 독일 노르트라인베스트팔렌주 레버쿠젠을 연고로 하는 축구 클럽이다. 세계적인 제약회사인 바이어사는 육상, 체조, 농구 등의 종합 스포츠 클럽인 TSV 바이어 04 레버쿠젠(TSV Bayer 04 Leverkusen e. V.)과 조정, 테니스, 하키 클럽인 RTHC 바이어 레버쿠젠(Ruder Tennis Hockey Club Bayer Leverkusen e. V.)을 운영하고 있는데 1904년에 TSV의 축구팀으로 창단해서 1999년에 현재의 이름으로 따로 분리되었다. 한국인 선수로써는 차범근 선수가 1983년부터 1989년까지 스트라이커로 활약하기도 했으며 1990년 대에는 황선홍 선수가 뛰기도 했고, 손흥민 선수가 2013년부터 2015년 8월까지 활약하기도 했다.

## 역사

### 창단과 초창기
1903년 11월 27일, 빌헬름 하우실트는 170명의 동료의 서명을 받아, 당시 바이어 사장이었던 프리드리히 바이어에 체육 클럽 창단을 촉구하는 편지를 보냈다. 1904년 7월 1일, 툰-운트 스포트버라인 바이어 04 레버쿠젠 (Turn- und Spielverein Bayer 04 Leverkusen)의 이름으로 창단되었다.
1907년 5월 31일, 클럽 내에서 독립된 축구 클럽이 창단되었다. 당시 독일 스포츠계에는, 체조와 다른 계열의 스포츠와 적대감을 가지고 있었다. 결국, 이는 1928년 6월 8일, 두 클럽이 갈라지게 되었고, 다른 단체를 만들었다. 스포트버라이니궁 바이어 레버쿠젠 (Sportvereinigung Bayer 04 Leverkusen) 은 핸드볼, 육상, 권투 등을 포함하였고, TuS 바이어 04 레버쿠젠 (TuS Bayer 04 Leverkusen)은 체조를, SV 바이어 04 레버쿠젠 (SV Bayer 04 Leverkusen) 축구를 포함하였으며, 현재 쓰이는 검은색과 빨간색 색상을 사용하였다. 체조측은 지금까지 파란색과 노란색을 쓴다.
이 시기동안, 그리고 1930년대에 들어와, SV 바이어 04 레버쿠젠은 3부리그와 4부리그에 있었다. 1936년, 그들은 2부리그 승격을 하였다. 그 해는 또한 지금까지 바이어사의 로고인 "BAYER" 철자를 십자가로 쓴 로고를 도입하였다. 레버쿠젠은 1951년에 당시 1부리그인 서부 오베르리가에 강등당했던 1956년까지 있었다. 1962년에 다시 1부리그로 돌아와, 독일의 새 리그 시스템인 푸스볼-분데스리가가 이듬해에 도입되기 전에 한 시즌 동안 더 있었다. 이듬해 2부 리그인 서부 레지오날리가에 있었고, 레버쿠젠은 몇 시즌간 리그 테이블 하위권에 머물렀다.

### 2 분데스리가에서 1 분데스리가로
SV 바이어 04 레버쿠젠은 1968년에 이르러 진보된 모습을 보였으며, 2부리그 우승을 획득하였다. 하지만, 플레이오프에 패하여 1부리그 진출에 실패하였다. 그들은 1973년에 다시 강등당하였고, 현재 2 분데스리가로 불리는 리그에 1시즌 만에 복귀하였다. 4년 뒤, 레버쿠젠은 1979-80 시즌에 푸스볼-분데스리가 승격을 이루어내었다.
1980년대 중순, SV 바이어 04 레버쿠젠은 리그 테이블 상위를 차지하기 시작하였다. 당시, 1984년, 반세기동안 갈라져 있었던 클럽이 재 통합되어 TSV 바이어 04 레버쿠젠 e. V. (TSV Bayer 04 Leverkusen e.V.) 로 개칭되었다. 새 클럽은 적색과 흰색을 채택하였다.
분데스리가에서 강호가 됨은 물론이며, 클럽은 1988년에 차범근의 동점골과 승부차기를 통한 활약으로 드라마틱하게 UEFA 컵을 우승하였다. 결승 1차전에서 RCD 에스파뇰에게 0-3으로 패한 뒤 2차전에서 3-0으로 승리하고, 승부차기에서 3-2로 승리하여 우승을 하였다.
같은 해, 라이너 칼문트 레버쿠젠이 제너럴 매니저가 되었다. 이는 클럽 역사상 중요한 이전이 되었다. 칼문트는 약 15년간 장기적인 안목으로 클럽에 성공을 안겨다 주었다.
1990년 독일 통일 이후, 라이너 칼문트는 동독의 슈퍼스타 울프 키르스텐, 안드레아스 톰, 그리고 옌스 멜치히를 영입하였다. 이 세 동독출신 선수들은 관중들의 호응을 얻었으며, 팀에 큰 공헌을 하였다. 칼문트는 또한 브라질의 대형 선수들을 영입하였다. 주앙 피거는 브라질 출신의 에이전트로, 조르지뉴, 파울루 세르지우를 클럽 선수로 영입하였고, 체코의 파벨 하팔 또한 영입하였다. 그들은 베른트 슈스터, 루디 푈러를 영입하며 팀에 더 많은 성공을 안겨다 주었다.
1993년, 다시 타이틀을 획득하였다. DFB-포칼 결승에서 헤르타 BSC 베를린을 아마추어 팀을 이용하여 1-0으로 격파하였다. 이듬해, 45m짜리 "독일 올해의 골"명단에 슈스터를 올렸다 (이 골은 나중에 "10년대간 최고의 골"로 개명되었다), 바이어 04는 아인트라흐트 프랑크푸르트와 시즌 초기에 경기를 하였고, "모자의 끝"이라고 하는 사건으로 프랑크푸르트 팀을 충격에 빠뜨렸다. 바이어는 새 써드 컬러로, 전통의 검정 빨강을 사용하였다. (당시 프랑크푸르트의 색과 비슷하였다/) 이는 팬들로부터 인기를 얻어, 짧은 시간 내에, 다시 홈유니폼 색으로 환원되었다.
1996년 강등권 전쟁에서 살아남은 뒤, 다시 회복하였고, 크리스토프 다움 감독 하에 공격 축구를 구사하였다. 여기에 루시우, 이메르송, 제 호베르투, 미하엘 발라크 등의 선수들이 합류하였다. 다움은 나중에 독일 축구 국가대표팀감독에 내정된 뒤 코카인 스캔들로 해임되었다.

### 거의 챔피언이 될 뻔했던 팀

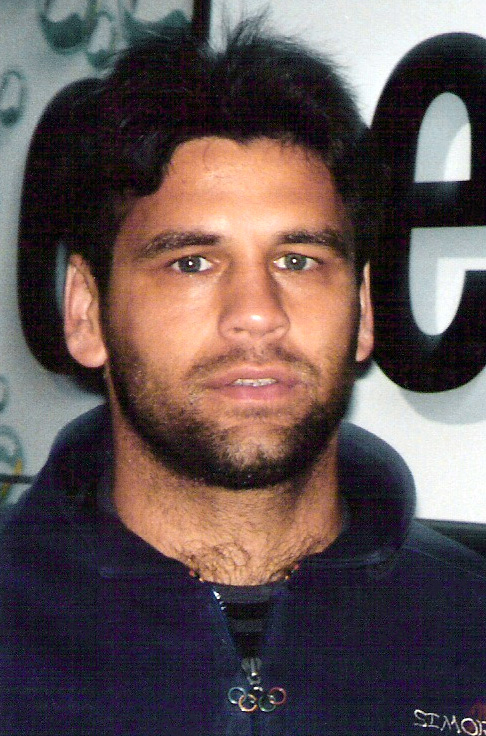
울프 키르스텐은 레버쿠젠 소속으로 세 차례 분데스리가 득점왕에 올랐다.

레버쿠젠은 1997년에서 2002년에 이르기까지 상위 4팀에 포함되었으며 4차례 준우승을 하였다. 2000년과 2002년 준우승은 목전에 우승을 앞두고 놓쳐, 서포터에 큰 비극을 안겨주었다. 2000년 바이어는 운터하힝과 무승부만으로도 우승할 수 있었지만 미하엘 발라크의 자책골과 겹쳐 0-2로 패하는 동안 FC 바이에른 뮌헨이 SV 베르더 브레멘을 3-1로 꺾어 우승을 놓쳤다. 2002년은 "트레블 호러"라고 불리며, 레버쿠젠은 리그 3경기를 남기고 보루시아 도르트문트에 5점을 앞섰다. 그러나 레버쿠젠은 연패를 하여 마지막에 3연승을 한 보루시아 도르트문트에게 리그 타이틀을 빼앗겼고, DFB-포칼 결승에서 FC 샬케 04에 패하였고, UEFA 챔피언스리그 결승에서 레알 마드리드 CF에 1-2로 패하였다. 영어권 미디어에서는 "네버쿠젠"(Neverkusen) 이라 불리었다. 여전히, 레버쿠젠은 UEFA 챔피언스리그 결승전에 진출한 팀들 중 최초로 리그 타이틀이 없는 팀이었다. 그들은 UEFA 챔피언스리그에 진출하기 위해 예선을 거쳤다.

### 최근 행보
레버쿠젠은 다음 2년간 운이 쇠하기 사작하였다. 2002년 오프시즌에, 팀의 주축 미드필더인 미하엘 발라크와 제 호베르투를 라이벌 FC 바이에른 뮌헨에 뺐겼다. 2002-03 시즌간 강등권에 머물렀고, 황금기를 주도하던 클라우스 토프묄러 감독을 해임하기에 이르었다. 이후 초보 감독 토마스 회르스터가 내정되었다. 클라우스 아우겐탈러가 2경기를 남기고 감독직에 취임하였고, 1. FC 뉘른베르크에 승리하여 강등 참사를 피하였다. 그는 이후 2003-04 시즌을 3위로 마감하여 레버쿠젠의 챔피언스리그 복귀에 성공하였다.
2004-05 챔피언스리그 조별리그 1라운드에서, 레버쿠젠은 2002년 결승 상대였던 레알 마드리드 CF와 재회하였다. 결국 레버쿠젠은 이 스페인 거함을 3-0으로 완파하며 결승전 패배를 설욕하였고, 조 1위를 차지하였다. 하지만 그 해 챔피언 자리를 차지한 리버풀 FC에 홈과 원정에서 각각 3-1로 패하였고, 리그 6위로 마감였으며, 이듬해 UEFA 컵 진출권을 획득하였다.
2005년 초, 아우겐탈러는 해임되었고, 레버쿠젠은 20년 만에 최악의 시작을 보였고, 4번의 리그 경기 중 1승만을 거두고 CSKA 소피아 전에서 홈에서 0-1 패를 당하였다. 전 독일 축구 국가대표팀의 감독이었던 루디 푈러가 임시 감독으로 내정되었다. 이후, 푈러가 국가대표 감독 당시, 수석 코치였던 미하엘 스키베가 10월에 그의 후임으로 내정되었다. 스키베는 어려움을 극복하고 리그 5위로 마감하며, UEFA 컵 진출권을 획득하였다.
2007-08 시즌은 좋은 시작을 보였음에도 불구하고, 성공적이지 못한 시즌이었다. 마지막 10경기중 5번을 하위권 클럽에 패하였다. 스키베 감독은 강력한 비난은 당하였으며, 헤르타 BSC 베를린에게 1-2로 홈에서 패한 뒤, 레버쿠젠 팬들은 난동을 일으켰다. 그들은 감독에게 고함을 지르는 것도 모자라, 유니폼에 불을 살라 필드에 던져버리기까지 하였다. 2008년 5월 21일 스키베는 경질되었다.
2008-09 시즌, SpVgg 그로이터 퓌르트 감독이었던 브루노 라바디아가 새 감독으로 내정되었다. 시즌이 진행됨에 따라, 상위권 분데스리가 팀들로부터 1승도 거두지 못하였다. DFB-포칼 결승 진출에 성공함에도 불구하고 SV 베르더 브레멘에 패하였다. 레버쿠젠은 리그를 9위로 마감하였고, 2009년 6월, 라바디아는 함부르크 SV로 이적하였다. 몇시간 뒤, FC 바이에른 뮌헨에서 위르겐 클린스만의 감독 대행을 맡던 유프 하인케스를 새로이 내정하였다. 유프 하인케스 감독은 2009-10 시즌에 4위를 달성하고 2010-11시즌에 2위로 끌어올린 뒤 FC 바이에른 뮌헨으로 이적하였다.

## 유럽 대항전에서의 레버쿠젠
바이엘04 레버쿠젠은 UEFA 유로파리그에 12회 출전하였고, UEFA 컵 위너스 컵에 1차례 출전하였으며 UEFA 챔피언스리그에 6차례 출전하였다. 1988년 레버쿠젠은 UEFA 컵에 우승하였고, 2002년에는 UEFA 챔피언스리그 결승전에 진출하였고, 글래스고의 햄던 파크에서 레알 마드리드 CF에 2-1로 패하였다. 2010-11 시즌 리그 준우승을 한 레버쿠젠은 6년 만에 챔피언스리그에 복귀하였고 첼시 FC, 발렌시아 CF, KRC 헹크와 더불어 E조에 편성되었다.

## 클럽 문화

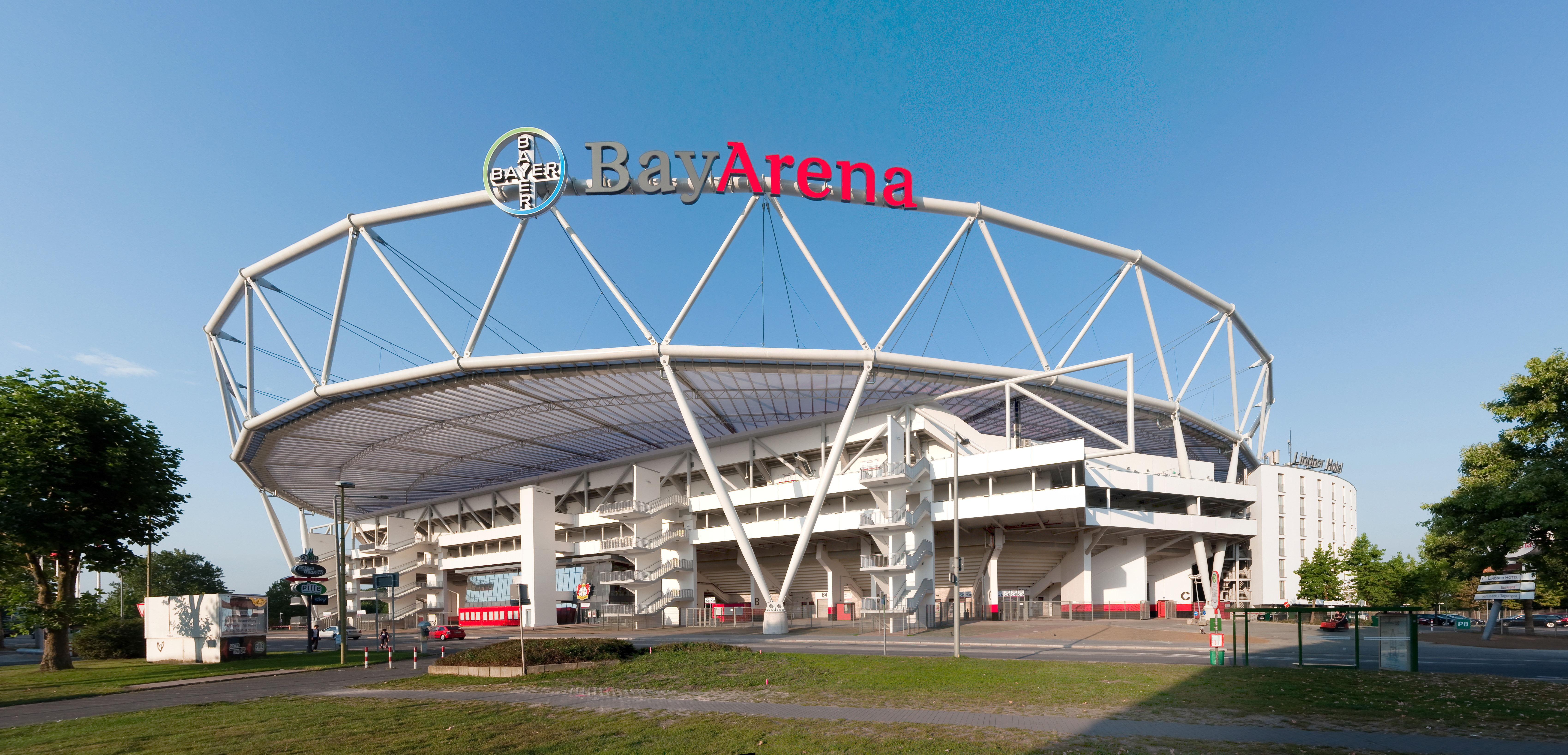
레버쿠젠의 홈 구장 바이아레나

많은 독일 축구클럽과 대조되게, 레버쿠젠은 노동 계층과 밀접한 관계를 맺으며, 바이어 레버쿠젠은 깨끗하며, 친가족적인 이미지를 내기 위해 노력한다. 바이아레나는 독일 내에서 가족 친화적인 경기장중 하나로 손꼽힌다. 아이러니하게도, 바이어 04는 울트라가 출현한 첫 분데스리가 클럽으로, 레버쿠젠은 오래된 공업 도시이기도 하다.
바이어 레버쿠젠은 다른 문제로 분류되는 이미지 문제를 가지고 있다. 그들은 재정적으로 안정적인 클럽임과 동시에 대형 선수들을 보유하고 있지만, 많은 전통 클럽 팬들은 바이어 04 레버쿠젠을 "플라스틱 클럽"으로 묘사하며, 전통 없는 팬 계층과, 부유한 제약 기업인 바이어사에만 의존하는 클럽으로 인식되고 있다. 그 결과, 클럽과 그들의 팬들은 공업적 기원에 자부심을 느끼기 시작하며, 그들을 공장 스쿼드나 태블릿 트위스터로 부르기 시작하였다. 레버쿠젠처럼 기업에서 시작한 클럽으로는 PSV 에인트호번, FC 카를 차이스 예나, 그리고 FC 소쇼가 존재한다. 레드불(레드불 잘츠부르크, 뉴욕 레드불스, RB 라이프치히)처럼 상업적 목적으로 발전된 팀들과 달리, 바이어 레버쿠젠은 20세기 초부터 인근의 공장 노동자와 시민들의 생활 개선을 목적으로 하고 있다. 공장 스쿼드의 전통으로, UEFA는 바이어 레버쿠젠의 이름을, 레드불 잘츠부르크와 다르게 인정받았고, 유럽대항전에서 브랜드 이름을 사용 가능한 클럽이 되었다.

## 우승 기록

### 국내
- 1 분데스리가 우승 1회
  - 우승: 2023-24
  - 준우승: 1996-97, 1998-99, 1999-2000, 2001-02, 2010-11
- DFB-포칼 우승 2회
  - 우승: 1992-93, 2023-24
  - 준우승: 2001-02, 2008-09, 2019-20
- 2 분데스리가 북부
  - 우승: 1978-79
- DFL-슈퍼컵
  - 우승: 2024
  - 준우승: 1993

### 유럽대항전
- UEFA 챔피언스리그
  - 준우승: 2001-02
- UEFA 유로파리그
  - 우승: 1987-88
  - 준우승: 2024

### 청소년팀
- 독일 U-19 챔피언쉽
  - 우승: 1986, 2000, 2007
  - 준우승: 1995, 2001, 2003, 2010
- 독일 U-17 챔피언쉽
  - 우승: 1992
- 독일 U-19 서부 분데스리가
  - 우승: 2007, 2010

## 역대 정규리그 성적
| 시즌    | 순위 | 득실점 | 승점 | 최다득점자               | 감독                                            | 우승          | 유럽대회            |
| ------- | ---- | ------ | ---- | ------------------------ | ----------------------------------------------- | ------------- | ------------------- |
| 1979-80 | 12   | 45:61  | 32   | 피터 셰히 (9)            | 윌리버트 크리머                                 |               | -                   |
| 1980-81 | 11   | 52:53  | 30   | 아르네 라센 오클론 (16)  | 윌리버트 크리머                                 |               | -                   |
| 1981-82 | 16   | 45:72  | 25   | 아르네 라센 오클론 (14)  | 윌리버트 크리머 / 게르하르트 켐스크             |               | -                   |
| 1982-83 | 11   | 43:66  | 29   | 아르네 라센 오클론 (13)  | 데트마어 크라머                                 |               | -                   |
| 1983-84 | 7    | 50:50  | 34   | 헤르베르트 바스 (15)     | 데트마어 크라머                                 |               | -                   |
| 1984-85 | 13   | 52:54  | 31   | 헤르베르트 바스 (11)     | 데트마어 크라머                                 |               | -                   |
| 1985-86 | 6    | 63:51  | 40   | 차범근 (17)              | 에리히 리베크                                   |               | -                   |
| 1986-87 | 6    | 56:38  | 39   | 헤르베르트 바스 (15)     | 에리히 리베크                                   | UEFA컵 우승   | UEFA컵              |
| 1987-88 | 8    | 53:60  | 32   | 크리스티안 슈라이어 (11) | 에리히 리베크                                   |               | UEFA컵              |
| 1988-89 | 8    | 45:44  | 34   | 크리스티안 슈라이어 (8)  | 에리히 리베크 / 위르겐 겔스도프                 |               | UEFA컵              |
| 1989-90 | 5    | 40:32  | 39   | 마렉 레스니악 (8)        | 위르겐 겔스도프                                 |               | -                   |
| 1990-91 | 8    | 47:46  | 35   | 울프 키르스텐 (11)       | 위르겐 겔스도프 / 피터 헤르만                   |               | UEFA컵              |
| 1991-92 | 6    | 53:39  | 43   | 울프 키르스텐 (12)       | 라인하르트 자프티히                             |               | -                   |
| 1992-93 | 5    | 64:45  | 40   | 울프 키르스텐 (20)       | 라인하르트 자프티히 / 드라고슬라프 스테파노비치 | DFB-포칼 우승 | -                   |
| 1993-94 | 3    | 60:47  | 39   | 파울루 세르지우 (17)     | 드라고슬라프 스테파노비치                       |               | UEFA컵              |
| 1994-95 | 7    | 62:51  | 36   | 루디 푈러 (16)           | 드라고슬라프 스테파노비치 / 에리히 리베크       |               | UEFA컵위너스컵      |
| 1995-96 | 14   | 37:38  | 38   | 루디 푈러 (10)           | 에리히 리베크 / 피터 헤르만                     |               | -                   |
| 1996-97 | 2    | 69:41  | 69   | 루디 푈러 (22)           | 크리스토프 다움                                 |               | -                   |
| 1997-98 | 3    | 66:39  | 55   | 울프 키르스텐 (22)       | 크리스토프 다움                                 |               | 챔피언스리그        |
| 1998-99 | 2    | 61:30  | 63   | 울프 키르스텐 (19)       | 크리스토프 다움                                 |               | UEFA컵              |
| 1999-00 | 2    | 74:38  | 73   | 울프 키르스텐 (17)       | 크리스토프 다움                                 |               | 챔피언스리그 UEFA컵 |
| 2000-01 | 4    | 54:40  | 57   | 올리버 뇌빌 (15)         | 다움 / 루디 푈러 / 베르티 포크츠                |               | 챔피언스리그 UEFA컵 |
| 2001-02 | 2    | 77:38  | 69   | 미하엘 발라크 (17)       | 클라우스 토프묄러                               |               | 챔피언스리그        |
| 2002-03 | 15   | 47:56  | 40   | 다니엘 비로프카 (7)      | 토프뮐러 / 토마스 허스터 / 아우겐탈러           |               | 챔피언스리그        |
| 2003-04 | 3    | 73:39  | 65   | 디미터르 베르바토프 (16) | 클라우스 아우겐탈러                             |               | -                   |
| 2004-05 | 6    | 65:44  | 57   | 디미터르 베르바토프 (20) | 클라우스 아우겐탈러                             |               | 챔피언스리그        |
| 2005-06 | 5    | 64:49  | 52   | 디미터르 베르바토프 (21) | 아우겐탈러 / 루디 푈러 / 미하엘 스키베          |               | UEFA컵              |
| 2006-07 | 5    | 54:49  | 51   | 안드리 보로닌 (10)       | 미하엘 스키베                                   |               | UEFA컵              |
| 2007-08 | 7    | 57:40  | 51   | 테오파니스 게카스 (11)   | 미하엘 스키베                                   |               | UEFA컵              |
| 2008-09 | 9    | 59:46  | 49   | 파트리크 헬메스 (21)     | 브루노 라바디아                                 |               | -                   |
| 2009-10 | 4    | 65:38  | 59   | 슈테판 키슬링 (21)       | 유프 하인케스                                   |               | -                   |
| 2010-11 | 2    | 64:44  | 68   | 아르투로 비달 (10)       | 유프 하인케스                                   |               | 유로파리그          |
| 2011-12 | 5    | 52:44  | 54   | 슈테판 키슬링 (16)       | 로빈 두트 / 사샤 레반도프스키 & 사미 휘피애     |               | 챔피언스리그        |
| 2012-13 | 3    | 65:39  | 65   | 슈테판 키슬링 (25)       | 사샤 레반도프스키 & 사미 휘피애                 |               | 유로파리그          |
| 2013-14 | 4    | 60:41  | 61   | 슈테판 키슬링 (15)       | 사미 휘피애 / 사샤 레반도프스키                 |               | 챔피언스리그        |
| 2014-15 | 4    | 62:37  | 61   | 카림 벨라라비 (12)       | 로거 슈미트                                     |               | 챔피언스리그        |

## 선수 명단

### 현재 선수 명단
2025년 7월 15일 기준
참고: FIFA 자격 규정에 따라 소속된 국가대표팀 국기를 표시합니다. 선수는 복수의 FIFA 비회원국 국적을 가지고 있을 수 있습니다.
| 번호 | 포지션 | 국적         | 이름                     |
| ---- | ------ | ------------ | ------------------------ |
| 1    | GK     |              | 루카시 흐라데츠키 (주장) |
| 3    | DF     | 에콰도르     | 피에로 인카피에          |
| 7    | MF     |              | 요나스 호프만            |
| 8    | MF     |              | 로베르트 안드리히        |
| 11   | FW     |              | 마르탱 테리에            |
| 12   | DF     | 부르키나파소 | 에드몽 탑소바            |
| 13   | DF     |              | 아르투르                 |
| 14   | FW     | 체코         | 파트리크 시크            |
| 20   | DF     |              | 알렉스 그리말도          |
| 21   | FW     | 모로코       | 아민 아들리              |
| 22   | FW     | 나이지리아   | 빅터 보니페이스          |
| 23   | DF     |              | 노르디 무키엘레          |
| 24   | MF     |              | 알레시 가르시아          |

| 번호 | 포지션 | 국적 | 이름                |
| ---- | ------ | ---- | ------------------- |
| 25   | MF     |      | 에세키엘 팔라시오스 |
| 34   | MF     |      | 그라니트 자카       |
| 36   | GK     |      | 니클라스 롬브       |
| 44   | DF     |      | 주누엘 벨로시앙     |

### 임대 선수 명단
참고: FIFA 자격 규정에 따라 소속된 국가대표팀 국기를 표시합니다. 선수는 복수의 FIFA 비회원국 국적을 가지고 있을 수 있습니다.
| 번호 | 포지션 | 국적         | 이름                                     |
| ---- | ------ | ------------ | ---------------------------------------- |
| —    | DF     | 코트디부아르 | 오딜롱 코수누 (아탈란타로 임대)          |
| —    | MF     |              | 노아 음밤바 (포르투나 뒤셀도르프로 임대) |

| 번호 | 포지션 | 국적     | 이름                               |
| ---- | ------ | -------- | ---------------------------------- |
| —    | MF     | 콜롬비아 | 구스타보 푸에르타 (헐 시티로 임대) |

## 역대 감독
| 감독            | 임기        |
| --------------- | ----------- |
| 데트마어 크라머 | 1982 ~ 1985 |
| 리뉘스 미헐스   | 1988 ~ 1989 |
| 루디 푈러       | 2000        |
| 베르티 포크츠   | 2000 ~ 2001 |
| 루디 푈러       | 2005        |
| 유프 하인케스   | 2009 ~ 2011 |
| 페터르 보스     | 2018 ~ 2021 |

## 기록
| 순위                                               | 선수              | 기간      | 출전 |
| -------------------------------------------------- | ----------------- | --------- | ---- |
| 1                                                  | 뤼디거 폴보른     | 1982-1999 | 483  |
| 2                                                  | 울프 키르스텐     | 1990-2003 | 448  |
| 3                                                  | 토마스 회르스터   | 1977-1991 | 447  |
| 4                                                  | 슈테판 키슬링     | 2006-2018 | 444  |
| 5                                                  | 카르스텐 라멜로프 | 1996-2008 | 437  |
| 6                                                  | 지몬 롤페스       | 2005-2015 | 377  |
| 7                                                  | 곤살로 카스트로   | 2005-2015 | 370  |
| 8                                                  | 베른트 슈나이더   | 1999-2009 | 366  |
| 9                                                  | 라스 벤더         | 2009-     | 323  |
| 10                                                 | 위르겐 겔스도르프 | 1976-1986 | 310  |
| (굵은 글씨는 레버쿠젠에서 현역으로 활동 중인 선수) |                   |           |      |

| 순위                                               | 선수                 | 기간      | 득점 |
| -------------------------------------------------- | -------------------- | --------- | ---- |
| 1                                                  | 울프 키르스텐        | 1990-2003 | 220  |
| 2                                                  | 슈테판 키슬링        | 2006-2018 | 162  |
| 3                                                  | 디미터르 베르바토프  | 2001-2006 | 91   |
| 4                                                  | 헤르베르트 바스      | 1982-1990 | 71   |
| 5                                                  | 크리스티안 슈라이어  | 1984-1991 | 63   |
| 6                                                  | 차범근               | 1983-1989 | 52   |
| 7                                                  | 파울루 세르지우      | 1993-1997 | 47   |
| 8                                                  | 아르네 라센 오클랜드 | 1980-1983 | 43   |
| 9                                                  | 올리버 뇌빌          | 1999-2004 | 42   |
| 10                                                 | 지몬 롤페스          | 2005-2015 | 40   |
| (굵은 글씨는 레버쿠젠에서 현역으로 활동 중인 선수) |                      |           |      |

## 역대 스폰서
- LG전자
- Barmenia

## 같이 보기
- KFC 위어딩겐 05
- 실업팀
- 레버쿠젠